# هاشم احمدزاده
هاشم احمدزاده (متولد ۱۳۴۰ در مهاباد - ) نویسنده، مترجم، پژوهشگر و منتقد ادبی کُرد اهل ایران است.

## زندگی
هاشم احمدزاده، استاد دانشگاه و نویسندهٔ کُرد، در سال ۱۳۴۰ در شهر مهاباد متولد شد. در سال ۱۳۵۷ وارد دانشگاه شد و در سال ۱۳۶۴ در رشتهٔ ادبیات انگلیسی (کارشناسی) از دانشگاه زاهدان فارغ‌التحصیل شد. سپس به اروپا رفت و در سال ۱۳۷۱ تحصیلات خود را در دانشگاه اوپسالا در سوئد از سر گرفت. در سال ۱۳۷۴ دورهٔ کارشناسی را در بخش علوم سیاسی دانسکدهٔ مطالعات شرقی اوپسالا سپری کرد. در سال ۱۳۷۵ کارشناسی ارشد خود را در همان رشته با موفقیت به انجام رسانید. وی از سال ۱۳۷۵ تا ۱۳۸۲ به تحقیق در رسالهٔ دکتری خود پرداخت و بدین منظور یک سال را نیز در دانشکدهٔ مطالعات شرقی لندن گذراند. وی اکنون استادیار رشتهٔ مطالعات کردی در دانشگاه اکستر در انگلستان می‌باشد.

## آثار و فعالیت‌های آکادمیک
دکتر احمدزاده تا سال ۱۳۸۴ دروس مربوط به تاریخ، ادبیات و زبان فارسی را در دانسگاه اوپسالا تدریس نموده‌است. از سال ۱۳۸۴ تا کانون به عنوان استادیار در مرکز مطالعات کردی انستیتوی علوم اسلامی و عربی وابسته به دانشکدهٔ علوم انسانی دانشگاه اکستر مشغول تدریس است. دکتر احمدزاده آثار زیادی را در قالب کتب و مقالات تألیف یا از زبانهای انگلیسی و سوئدی به زبان کردی ترجمه کرده‌است که برخی از انها عبارتند از: ترجمهٔ تبارشناسی کردها: ساخت و هویت ملی (۱۳۸۳) و کردها و دیگران-شان: هویت و سیاست ازهم‌گسیخته نوشتهٔ پروفسور عباس ولی، وی همچین کتاب فن داستان نوشتهٔ دیوید لاج از سوی وی به زبان کردی ترجمه و منتشر شده‌است. رسالهٔ دکتری وی تحت عنوان از رمان تا ملت تاکنون به زبانهای ترکی و فارسی ترجمه شده است. در این اثر پنج رمان فارسی، بوف کور، شازده‌احتجاب ، همسایه‌ها، سووشون و جای خالی سلوچ و همچنین پنج رمان کردی، درد ملت، غروب پروانه، گل شوران، شهر (رمان) و روشن مانند عشق، تیره مانند مه‌رگ، مورد تحلیل و ارزیابی قرار گرفته‌اند. در کتاب "سێبه‌ری زیندووی نووسین" که مجموعه مقالاتی در مورد رمان گابۆڕ، اثر رمان‌نویس کُرد سید قادر هدایتی است مقاله‌ای از ایشان نیز به چاپ رسیده است. 

## ترجمه
هاشم احمدزاده کتاب رفیقی نه مگر کوهستان نوشتۀ بهروز بوچانی را به زبان کُردی (کرمانجی میانی) ترجمه کرده‌است که در سال ۲۰۱۹ توسط انتشارات ارزان در سوئد و در سال ۱۳۹۸ نیز از سوی نشر رونیکا در ایران به چاپ رسید.